# Departamento de Zapala
Departamento de Zapala är en kommun i Argentina.   Den ligger i provinsen Neuquén, i den sydvästra delen av landet, 1 100 km väster om huvudstaden Buenos Aires. Antalet invånare är 35 806. Arean är 5 200 kvadratkilometer.
Terrängen i Departamento de Zapala är huvudsakligen kuperad, men västerut är den bergig.
Omgivningarna runt Departamento de Zapala är i huvudsak ett öppet busklandskap. Runt Departamento de Zapala är det mycket glesbefolkat, med 7 invånare per kvadratkilometer.